# Giovan Marco Cinico
Giovan Marco Cinico, o Giovan Marco (Iammarco) da Parma (Parma, 1430 circa – Napoli, 1503 circa), è stato un calligrafo italiano del Quattrocento, attivo nell'ambiente aragonese del Regno di Napoli.

## Biografia
Allievo di Pietro Strozzi a Firenze, è conosciuto soprattutto come «eccellente amanuense», attività in cui operò nella cerchia culturale fiorita intorno alla corte napoletana di re Ferrante d'Aragona.
Di lui sono note anche alcune opere di compilazione e volgarizzamento, a cui si dedicò con risultati modesti. È conosciuto, ad esempio, per il Libro de' falconi et altri uccelli di rapina, volgarizzamento in napoletano del Moamyn latino, un trattato di falconeria, traduzione duecentesca dall'arabo al latino da Teodoro d'Antiochia (Maestro Teodoro) , medico, filosofo e astrologo della corte di Federico II di Svevia.
Il manoscritto miniato del Libro de' falconi et altri uccelli di rapina è tramandato in una versione autografa, posseduta dalla Biblioteca Medicea Laurenziana (Fondo Ashburnham, 1249).